# Francisco Trincão
Francisco António Machado Mota Castro Trincão (Viana do Castelo, 29 de Dezembro de 1999) é um futebolista português que atua como avançado. Atualmente, joga no Sporting.

## Carreira
No dia 2 de abril de 2016, Trincão estreou-se profissionalmente no Braga B, num jogo da Segunda Liga, entre 2015 e 2015, contra o Freamunde.
Em julho de 2018, ele foi um membro da equipe Sub-19, que venceu o Campeonato da Europa Sub-19, batendo a Itália U19 por 4-3, após prorrogação. Ele também terminou o melhor marcador do torneio com 5 golos.
Em 13 de julho de 2022, Trincão foi anunciado por empréstimo pelo Sporting CP.
Em 13 abril de 2023, de acordo com a cláusula de compra obrigatória estipulada no contrato de empréstimo, Trincão foi incorporado em definitivo ao Sporting CP.

## Honras
Portugal
- Campeonato da Europa de Sub-19: 2018
- Liga das Nações da UEFA: 2024–25[8]

Braga
- Taça da Liga: 2019-2020

Barcelona
- Copa do Rei: 2020–21

Sporting
- Primeira Liga: 2023–24, 2024–25[9]
- Taça de Portugal: 2024–25[10]

Portugal
- Liga das Nações da UEFA: 2024–25[11]

Individual
- Campeonato da Europa de Sub-19 - Melhor marcador (5 golos) [12]